# Tennessee State Route 4
La Tennessee State Route 4 è un'autostrada a carattere statale nella Contea di Shelby in Tennessee (Stati Uniti d'America).
Essa va dal centro di Memphis, in E. H. Crump boulevard, fino all'inizio di Lamar avenue (U.S. Route 78). Va verso sud-est, coperta dalla U.S. Route 78, attraverso il quartiere storico di Orange Mound ed il comune di Oakville fino al confine col Mississippi vicino al comune di Capleville.

La lunghezza totale dell'autostrada è di 28 km (17,1 mi).